# Ауспіції
Ауспіції (лат. auspicia) — ворожіння авгурів. 

## Поділ
Поділялися на п’ять категорій: 
1. за небесними знаменнями: зверталась увага на місце виникнення блискавки — якщо ліворуч від спостерігача, оберненого обличчям на південь, то призвістка вважалася щасливою, коли праворуч — несприятливою;

1. за криком і польотом птахів; одні птахи (соколи, орли, шуліки) подавали знамення напрямом свого польоту, інші (круки, ґави, сови та ін.) — криком або співом;

1. за дзьобанням зерна. Коли птах весело дзьобав зерно — на щастя. Цей вид ворожби практикувався здебільшого на війні, і тому часто військо супроводив годувальник із фургоном курей;

1. ворожіння за поведінкою чотириногих тварин;

1. за будь-якими незвичайними подіями.

У Римі для проведення ауспіцій існували постійні місця. Засідання сенату відбувались у закритих приміщеннях, пристосованих для ворожіння.